# 博南孔特尔
博南孔特尔（法語：Bon-Encontre，發音：[bɔn‿ɑ̃kɔ̃tʁ]）是法国洛特-加龙省的一个市镇，位于该省东南部，省会阿让市区以东，属于阿让区和阿让城市圈公共社区。博南孔特尔是阿让东部是一处重要近郊居民区，境内以林地为主。

## 地理
博南孔特尔（44°11'11"N, 0°40'19"E）面积20.56 平方千米，位于法国新阿基坦大区洛特-加龍省，该省份为法国西南部内陆省份，北起多爾多涅省，西接吉倫特省和朗德省，南至热尔省，东临塔恩-加龙省和洛特省。
与博南孔特尔接壤的市镇（或旧市镇、城区）包括：蓬迪卡斯、阿让、博埃、卡斯泰尔屈利耶、圣卡普赖德莱尔姆、索瓦尼亚。
博南孔特尔的时区为UTC+01:00、UTC+02:00（夏令时）。

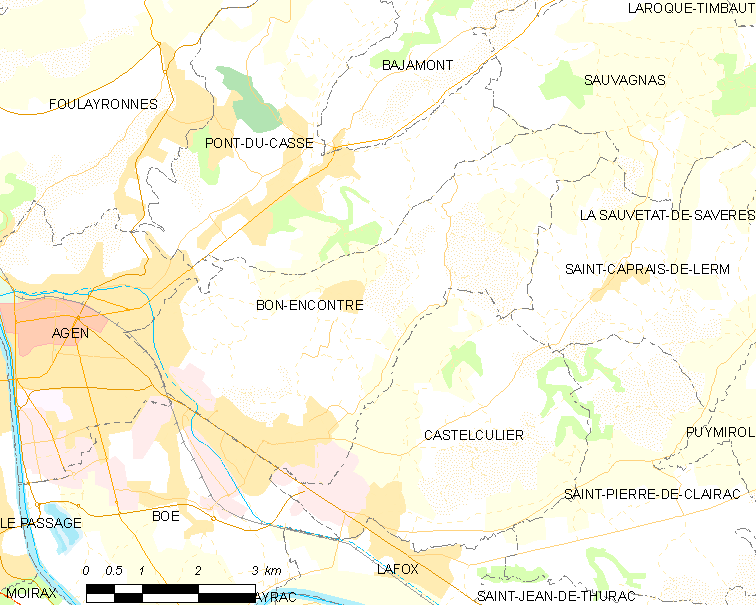
博南孔特尔的OSM定位图

## 行政
博南孔特尔的邮政编码为47240，INSEE市镇编码为47032。

## 政治
博南孔特尔所属的省级选区为阿让第二县。

## 交通
洛特-加龙省省道D269线经过博南孔特尔境内。

## 人口

1962-2008年间博南孔特尔人口变化图示

博南孔特尔于2022年1月1日时的人口数量为6386人。